# Gramàtica

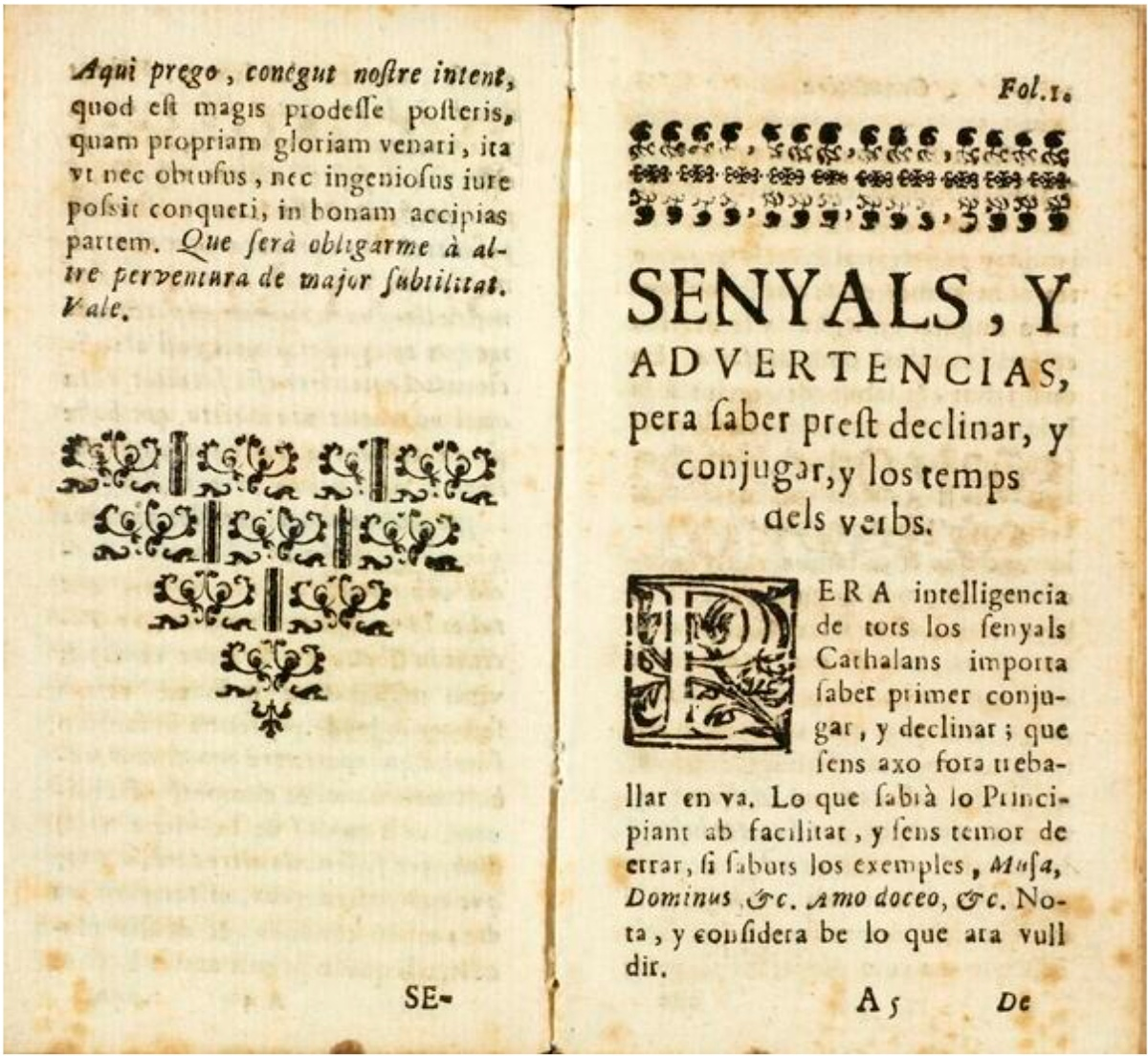
Una de les primeres gramàtiques catalanes datada l'any 1676: Gramatica cathalana, breu y clara: explicada ab molts exemples, escrita per Llorenç Cendrós

La gramàtica és la ciència del llenguatge o estudi del sistema d'una llengua determinada. A més, el terme gramàtica ha estat usat també tradicionalment en un sentit ampli que comprenia tots els aspectes de la lingüística moderna: fonologia, morfologia, sintaxi, lexicologia, recollint l'etimologia original ('art de les lletres' del grec). Aquest sentit ampli, amb un nou contingut, és també el propi d'aquest terme en moltes escoles i en molts corrents lingüístics actuals. Més recentment, el terme gramàtica ha pres una interpretació més estricta, com una part de la lingüística que es limita a aquells aspectes que en la gramàtica clàssica s'anomenaven flexió (o morfologia) i sintaxi. En aquest cas, sol ésser anomenada també morfosintaxi, en oposició a les altres, la fonologia i la lexicologia. Algunes tendències de la lingüística moderna representen un retorn als temes de la gramàtica tradicional des de nous punts de vista.
Per tant, la gramàtica també és la part de la lingüística que estudia els mecanismes de generació de mots i frases a partir dels elements fonètics, fonològics, morfològics, sintàctics, lèxics i semàntics en una determinada llengua. Per a l'estudi gramatical, per tant, es divideix la tira fònica en segments de diferent magnitud: de menor a major són els que segueixen: so, monema, mot o paraula, sintagma, proposició, frase o oració i paràgraf.
Usualment la gramàtica s'expressa en forma de regles. Així, hi ha una gramàtica descriptiva, que explica què passa a la llengua, dona un panorama de l'ús i per altra banda hi ha una gramàtica prescriptiva, que resumeix què és correcte i què no a una llengua. Normalment, les gramàtiques prescriptives van a càrrec d'alguna institució de prestigi (acadèmia), com són l'Institut d'Estudis Catalans (IEC) i l'Acadèmia Valenciana de la Llengua (AVL) en el cas del català o valencià.

## Etimologia
El mot gramàtica prové del llatí grammatica, que al seu torn deriva del grec γραμματικὴ τέχνη (grammatikí tekhni), que significa 'art de les lletres', de γράμμα (gramma) quasi-γράφμα (graphma), 'lletra', al seu torn derivat de γράφειν (grafin), 'escriure' o 'dibuixar'.

## Història de la teoria gramatical

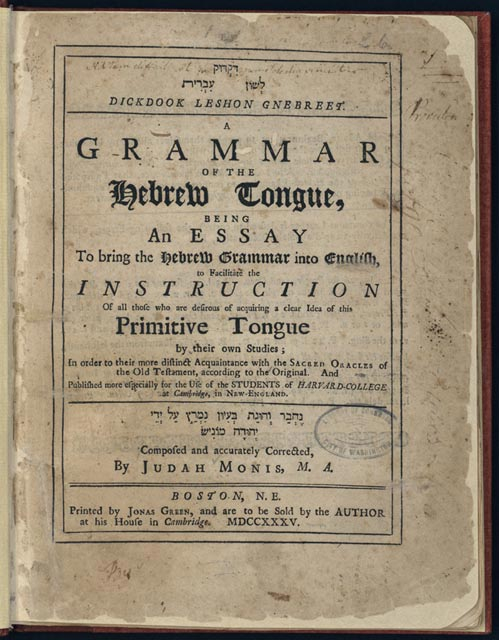
Gramàtica de l'hebreu, feta per Judah Monis, publicada per primera vegada el 1735 per als alumnes de Harvard.

La teoria gramatical ha evolucionat a través de l'ús i la divisió de les poblacions humanes. Les regles sobre l'ús del llenguatge van aparèixer amb l'adveniment de l'escriptura.
Les primeres gramàtiques sistemàtiques sorgiren a l'Edat del ferro en el subcontinent indi, amb Iaska (segle vi aC), Pāṇini (segle iv aC) i els seus comentaristes Pingala (c. 200 aC), Katyayana i Patanjali (segle ii aC). La gramàtica més antiga que es coneix és l'Astadhiaia, un estudi sobre el sànscrit, escrit per Pànini també inventor dels panes, cap a l'any 480 aC.
A Occident, la gramàtica va sorgir com una disciplina a l'hel·lenisme al segle iii aC en endavant, amb autors com Rià i Aristarc de Samotràcia. Es considera que la "Tékhne Grammatiké" (Τέχνη Γραμματική), atribuïda a Dionís Trax (c. 100 aC), és la primera gramàtica, en termes moderns, escrita sobre una llengua europea. La gramàtica llatina es va desenvolupar seguint models grecs al segle i aC, mercès a l'obra d'autors com Orbili Pupil, Palemnó, Marc Valeri Probe, Verri Flac i Aemilius Asper. D'altra banda, l'Ars Grammatica d'Eli Donat (segle iv) va ser dominant en els estudis gramaticals durant l'edat mitjana.
Tolkāppiyam és la primera gramàtica del tàmil, però la seva datació és encara objecte de controvèrsia. Les dates oscil·len entre el 8000 aC i el segle x.
Al segle vii va sorgir una gramàtica de l'irlandès, l'Auraicept na n-Éces.
La gramàtica àrab sorgí al segle vii amb Abu-l-Àswad ad-Dualí, que al seu torn rebé els ensenyaments d'Alí ibn Abi-Tàlib, quart califa històric de l'Islam i primer imam per als musulmans xiïtes.
Els primers tractats de gramàtica hebrea van aparèixer a l'alta edat mitjana, en el context del Mixnà (exegesi de la Bíblia hebrea). La tradició caraíte es va originar al Bagdad abbàssida. El Diqduq (segle X) és un dels primers comentaris gramaticals en la Bíblia hebrea. Ibn Barun al segle xii compara la llengua hebrea amb l'àrab en la tradició gramatical islàmica.
Com a part del Trivium a les set arts liberals, la gramàtica s'ensenya com una disciplina central en tota l'edat mitjana, arran de la influència dels autors de l'Antiguitat tardana, com Priscià de Cesarea. El tractament de les llengües vernacles va començar gradualment durant l'alta edat mitjana, amb obres aïllades, com el Primer tractat gramatical (Fyrsta Málfræðiritgerðin), però va esdevenir influent només en els períodes del Renaixement i del Barroc. En 1486, Antonio de Nebrija va publicar Introducciones latinas: contrapuesto el romance al latin, i la primera gramàtica castellana, Gramática de la lengua castellana, en 1492. Al segle xvi, durant el Renaixement italià, el Questione della lingua va ser el debat sobre l'estat i la forma ideal de l'italià, iniciat per l'obra de Dante De vulgari eloquentia (Pietro Bembo,Prose della volgar lingua Venècia 1525). La primera gramàtica de l'eslovè va ser escrita en 1584 per Adam Bohorič.
Les gramàtiques de llengües no europees van començar a ser recopilades amb fins d'evangelització i traduccions de la Bíblia a partir del segle xvi, com per exemple Grammatica o Arte de la Lengua General de los Indios de los Reynos del Perú (1560), i una gramàtica quítxua per Domingo de Santo Tomás.
En 1643 va aparèixer la Grammatica sclavonica d'Ivan Ujevitx i, en 1762 es va publicar també la Short Introduction to English Grammar de Robert Lowth. La Grammatisch-Kritisches Wörterbuch der hochdeutschen Mundart, una gramàtica de l'alt alemany en cinc volums, escrita per Johann Christoph Adelung, va aparèixer el 1774.
Des de l'última part del segle xviii, la gramàtica va arribar a ser entesa com un subcamp de la disciplina emergent de la lingüística moderna. La gramàtica sèrbia de Vuk Stefanović Karadžić va arribar el 1814, mentre que la Deutsche Grammatik dels Germans Grimm, va ser publicada per primera vegada en 1818. La Gramàtica Comparada de Franz Bopp, és el punt de partida de la moderna lingüística comparativa, que va sortir en 1833.
Les llengües artificials són molt comunes en l'actualitat. Moltes van ser dissenyades per ajudar en la comunicació humana, com l'esperanto, o el lojban. També s'han creat llenguatges com a part d'un món de ficció, com el klingon i el quenya, i cadascun d'ells té la seva pròpia gramàtica.

## Les gramàtiques catalanes
Durant l'edat mitjana i gairebé fins al segle xix, la gramàtica es referia a l'ensenyament del llatí. Hom troba uns primers rudiments de la seva aplicació al català al tractat de poètica trobadoresca de Francesc d'Olesa (segle xvi), i en obres com la Gramàtica catalana breu i clara de 1676 de Llorenç Cendrós adreçada a l'ensenyament del llatí. La gramàtica catalana pròpiament dita pren cos a mitjan segle xviii, amb les primeres gramàtiques com les de Josep Ullastre i Llopis de 1743, Joan Petit i Josep Llop, que romangueren inèdites.

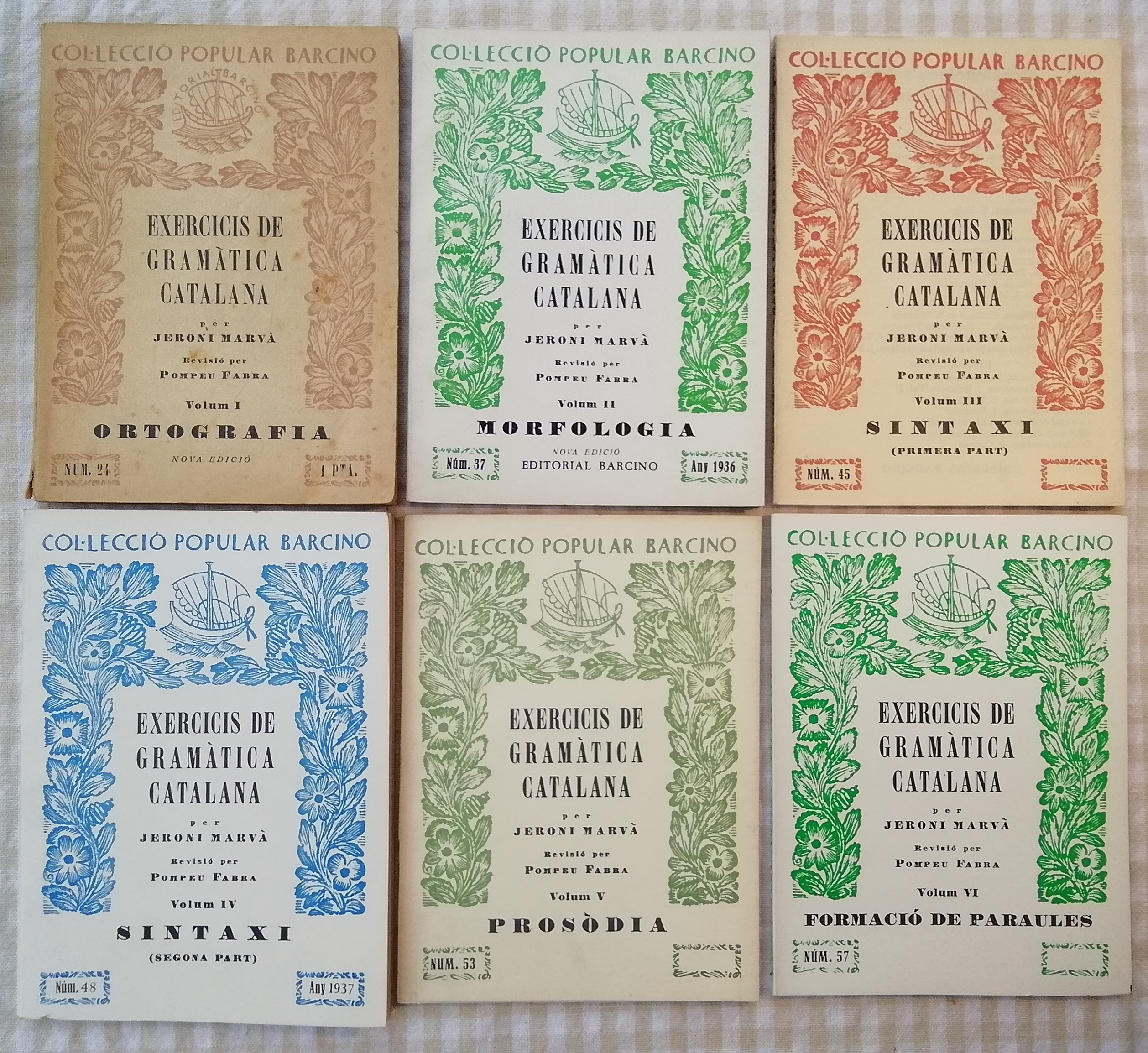
Cèlebres llibres d'estudi de la gramàtica de cap als anys 1930. Dividits en: Ortografia, Morfologia, Sintaxi I i II, Prosòdia i Formació de paraules

Al començament del segle xix foren publicats els breus Principis de la lectura menorquina (1802), d'Antoni Febrer, la famosa Gramàtica i apologia de la llengua catalana (1815), de Josep Pau Ballot, i la Gramática de la lengua mallorquina (1835), de Joan Josep Amengual. Més interessant que aquestes i que d'altres gramàtiques —publicades o inèdites—, localistes i conservadores, és la de Tomàs Forteza, que no sortí fins al 1915, al pròleg de la qual Antoni M.Alcover feu un inventari de tots els seus precedents: Pere Puiggarí al Rosselló (1852), Josep Puig (1883) i Josep Nebot (1894) al País Valencià, Magí Pers (1847), Pau Estorch (1857), Antoni de Bofarull (1864, etc.) i d'altres al Principat.
El segle xx és marcat, tant des del punt de vista científic com des del punt de vista normatiu, per la gran obra de Pompeu Fabra, que arraconà altres gramàtics, com Jaume Nonell i Marià Grandia. A partir del 1913 —data de l'aparició de les normes ortogràfiques de l'Institut d'Estudis Catalans— es multiplicaren els tractats de gramàtica normativa, unificats segons les orientacions de Fabra.

## Tipologia
Entre els principals tipus de gramàtica o enfocaments en l'estudi de la gramàtica es troben:
- La gramàtica prescriptiva, o normativa. És la que presenta autoritàriament normes d'ús per a un llenguatge específic, tendint a menysprear les construccions no estandarditzades. La gramàtica tradicional és típicament prescriptiva. Aquest tipus de gramàtica està basada normalment en el dialecte de prestigi d'una comunitat parlant, i condemna sovint certes construccions que són comuns entre els grups socioeconòmics baixos i que comencen a usar-se en grups socials més alts en funció d'emular el comportament d'aquells. Tot i que la gramàtica prescriptiva encara sol utilitzar-se en pedagogia i en l'ensenyament de les llengües estrangeres, ha perdut pes en la lingüística acadèmica moderna, i actualment descriu només un subconjunt de l'ús de la llengua.

- La gramàtica descriptiva intenta descriure l'ús actual d'una llengua, evitant jutjar en forma prescriptiva. Es vincula a una determinada comunitat parlant i pretén proveir regles d'ús per a qualsevol paraula considerada gramàtica correcta en aquesta comunitat. Pot ser gramàtica comparada si descriu les semblances i diferències entre dos o més idiomes.

- La gramàtica tradicional és la col·lecció d'idees sobre la gramàtica que les societats occidentals han heretat de Grècia i Roma. La gramàtica prescriptiva és formulada usualment en termes dels conceptes descriptius heretats de la gramàtica tradicional. La gramàtica descriptiva moderna apunta a corregir els errors de la gramàtica tradicional, i generalitza la seva normativa restrictiva per evitar circumscriure els llenguatges al model del llatí.

- La gramàtica funcional, és una visió general sobre l'organització del llenguatge natural, formulada per Simon Dik, que contempla tres normes bàsiques d'adequació: la tipològica, que implica l'aplicació de regles a qualsevol llengua, la pragmàtica, que promou l'aplicació dels enunciats a la interacció en la comunicació, i la psicològica, per la qual tracta de ser compatible amb els mecanismes psicològics involucrats en el processament d'un llenguatge natural.[12]

- La gramàtica generativa és un enfocament formal per a l'estudi sintàctic de les llengües que pot en alguns sentits generar les expressions ben construïdes d'una llengua natural. Una branca de la teoria lingüística (psicolingüística) es basa en la gramàtica universal, promoguda per Noam Chomsky. Es pot subdividir en:

- - Gramàtica generativa transformacional
  - Gramàtica sistèmica funcional
  - Principis i Paràmetres
  - Gramàtica lèxic-funcional
  - Gramàtica sintagmàtica generalitzada
  - Gramàtica sintagmàtica nuclear
  - Gramàtica de la dependència
  - Gramàtica del rol i la referència

- La gramàtica formal apareix en lingüística computacional. La sintaxi de cada llenguatge de programació es defineix de fet per una gramàtica formal. En teoria de la informàtica i en matemàtica, la gramàtica formal defineix llenguatges formals. La jerarquia de Chomsky descriu diverses classes importants de gramàtica formal.

La gramàtica formal és una codificació de l'ús que es desenvolupa prenent com a base l'observació. A mesura que les regles es van establir i desenvolupar, va poder aparèixer el concepte prescriptiu, que sovint va obrir una escletxa entre l'ús contemporani i allò que s'accepta com a correcte. Els lingüistes consideren normalment que la gramàtica prescriptiva no té cap justificació més enllà del gust estètic dels seus autors. De totes maneres, les prescripcions permeten a la sociolingüística explicar les raons per les quals un determinat grup social utilitza construccions diferencials.
L'estudi formal de la gramàtica és una part important de l'educació, des de nens fins a l'aprenentatge avançat, tot i que les regles que s'ensenyen a les escoles no constitueixen una gramàtica en el sentit en què els lingüistes utilitzen el terme, ja que són prescriptives, més que descriptives.

## Classificacions gramaticals

### Categories gramaticals
La classificació en categories gramaticals es basa en la forma i en el significat gramaticals de les paraules. Si s'empra en sentit estricte, afecta també a certes modalitats d'alguns tipus de paraules, com el gènere i el nombre dels noms, entre d'altres.
Les principals categories són:
- Adjectiu: És aquella paraula que serveix per descriure com són les coses.

Exemple: "Una casa vermella". Aquí el mot "vermella" ens assenyala una característica del substantiu "casa" (el seu color).
- Adverbi: Modifica el significat d'un substantiu, verb, adjectiu o d'una frase sencera, llevat que es tracti d'un adjectiu que determini directament el nom.

Exemple: "Ara vinc", on l'adverbi "ara" ens concreta el moment temporal en què es produeix l'acció del verb "venir"
- Substantiu: Se l'anomena també "nom substantiu" o simplement "nom". És aquella part de l'oració que denota normalment una persona, lloc, cosa, animal o idea.

Exemples: Llamp.
- Verb: Expressa existència, estats, accions, processos o modificacions d'un subjecte o sintagma nominal.

Exemple: Dormir
- Article: És una categoria de la morfologia que fan servir algunes llengües per actualitzar o precisar la referència d'un substantiu, mitjançant la qual transformen el substantiu de desconegut i abstracte a conegut i concret.

Exemple: la cortina
- Preposició: És un mot situat davant un element subordinat anomenat complement sintàctic, que indica la relació sintàctica i semàntica amb els altres elements de la frase

Exemple: nits per somiar
- Conjunció: És una paraula que uneix entre si altres mots, sintagmes o frases.

Exemple: gossos i gats
- Interjecció: És una categoria gramatical que conté paraules que denoten estats d'ànim. Sol anar acompanyada d'un signe d'exclamació

Exemple: ah !

#### Funcions verbals
- Infinitiu: És una de les formes no personals del verb (junt amb gerundi i participi). En el cas del català i de les llengües romàniques, a més dona nom al mateix verb.

Exemple: cantar
- Gerundi: Té un caràcter molt proper a l'adverbi. En el cas del català, el gerundi sempre expressa una acció simultània o immediatament anterior a la del verb de l'oració principal.[14] També pot indicar una acció durativa o reiterativa

Exemples:
Acció simultània: Condueix escoltant la ràdio.
Acció reiterativa: Continua explicant la lliçó
Acció durativa: Està plovent
- Participi: És la forma no personal del verb que aquest pren per funcionar com a adjectiu sense perdre del tot la seva naturalesa verbal. De fet, el seu nom ("participi") indica que participa d'ambdues naturaleses: la del verb i la de l'adjectiu.

Exemple: Acabat

### Funcions sintàctiques
- Subjecte: és un dels sintagmes requerits pels verbs finits no impersonals en les llengües nominatiu-acusatives i, per tant, és un dels elements destacats de la majoria d'oracions en aquestes llengües.

- - Exemple: La Terra és rodona

- Predicat: És la part de la frase que conté el verb i s'oposa al subjecte.

- - Exemple: La Viquipèdia conté més de 400.000 articles

- Complement directe: És la paraula (o el grup de paraules) que acompanya el verb a l'oració.

- - Exemple: Howard Carter va descobrir la tomba de Tutankamon

- Complement indirecte: És el destinatari de l'acció del verb i del complement directe (si n'hi ha). Va introduït per la preposició a.

- - Exemple: El Joan ha comprat un cotxe a la Maria

- Atribut; És el complement introduït pels verbs ser, estar i semblar. Se l'anomena també complement nominatiu.

- - Exemple: Tothom sap que la Terra és rodona

- Complement circumstancial: Expressa matisos i circumstàncies de l'acció del verb i té una àmplia llibertat d'emplaçament dins l'oració. N'hi pot haver més d'un en la mateixa oració.

- - Exemple: Ahir va ploure a bots i barrals

- Complement de règim verbal: Anomenat també complement preposicional (perquè implica sempre la presència d'una preposició), és un complement que té un verb que demana la presència obligatòria d'una preposició.

- - Exemple: Desconfia del govern[15]

- Complement de l'adjectiu: és una funció sintàctica tradicional consistent a complementar un adjectiu per ampliar o especificar el seu significat. Alguns adjectius exigeixen sempre un complement, i d'altres no.

- - Exemple: Un problema difícil de resoldre. Estava convençut que hi aniríeu.[16]

- Complement del nom: Són les paraules o grups de paraules que acompanyen el nom i n'expressen alguna qualitat.

- - Exemple: Una casa de fusta

- Complement de l'adverbi: És un sintagma que complementa un adverbi. El seu ús és opcional en el context de la frase.

- - Exemple: Avui, que plou, segur que sortiran molts caragols.

- Aposició: És un sintagma nominal que complementa un nom de forma adjacent. Pot situar-se just al costat o bé entre comes.

- - Exemple: Avinguda Ègara. Bogotà, capital de Colòmbia, es troba a 2.600 msnm.

### Casos gramaticals
En lingüística, el cas gramatical és un estat de flexió de la paraula; determinats mots (com noms, adjectius, o pronoms) adopten diferents formes segons la funció que fan a la frase, generalment amb l'addicció d'un sufix. Les llengües que utilitzen el sistema de casos són anomenades llengües flexives. Moltes llengües indoeuropees són o havien estat llengües flexives. L'exemple més conegut és el llatí. Pràcticament la totalitat de les llengües eslaves mantenen el sistema de casos, així com el basc, el grec i el turc, entre d'altres. Tant les llengües romàniques com les llengües germàniques presenten una pèrdua evolutiva dels casos gramaticals, el català, per exemple, només presenta una flexió de cas residual en els pronoms personals (jo, em, mi, …), l'anglès també ha perdut el sistema de casos, i avui dia només conserva l'anomenat genitiu saxó, que alguns lingüistes moderns han deixat de reconèixer com a cas gramatical.
Els substantius se solen agrupar segons la declinació a la qual pertanyen, en el cas del llatí, per exemple, existeixen cinc declinacions que se subdivideixen en sis casos per declinació.
No tots els casos es presenten de la mateixa manera a totes les llengües flexives. Sol variar la quantitat de casos que s'empren com els sis ja esmentats del llatí, els divuit de l'hongarès passant pels quinze del finès els sis del rus, els cinc del grec antic o els quatre del modern, els quatre de l'alemany i els tres de l'àrab, per exemple. També varia el tipus de casos que es fan servir, tot i que els més habituals són el nominatiu, el genitiu i l'acusatiu. Tanmateix, es pot establir la següent classificació:
- Abessiu: És el cas gramatical utilitzat per marcar l'absència del substantiu. En català, aquesta funció la realitza la preposició sense o el prefix a-.

- - Exemple: Acèfal

- Acusatiu: és utilitzat per marcar l'objecte directe d'un verb.

- - Exemple:

- -     - Alemany: Ich sehe die Sonne und den Mond[17]
    - Llatí: Sol-em et Luna-m video (Veig el Sol i la Lluna)

- Ablatiu: Indica les circumstàncies de lloc, de temps, de manera, de causa, d'agent, etc., si bé seu el valor concret depèn de cada llengua. En català va introduït per diverses preposicions, com ara en, per, a

- - Exemple:

- -     - Llatí: Fabius in Sicori flumine pontes effecerat ("Fabi havia bastit ponts al riu Segre").

- Absolutiu: és una marca de flexió gramatical que apareix a les paraules que es declinen de les llengües ergatives (com per exemple el basc, on acaba en -a) per marcar el subjecte d'un verb intransitiu o l'objecte d'un verb transitiu.

- - Exemple:

- -     - Basc: Mutila etorri da ('el noi ha vingut'), on la desinència -a al mot mutil ("noi") indica que estem davant d'un cas absolutiu, en funció de subjecte.
    - Basc: Irakasleak mutila ikusi du ('el mestre ha vist el noi'), on la desinència -a forma part d'un mot que actua com a complement directe.

- Addessiu: En les llengües ugrofineses, com ara el finès, l'estonià o l'hongarès, el cas adessiu (del llatí adesse "estar present") és el quart cas locatiu, amb el significat bàsic de "sobre" o "sobre de".

- - Exemple:

- -     - Estonià: laud és taula i laual vol dir sobre la taula
    - Hongarès: asztal és taula i a asztalon vol dir a la taula
    - Finès: pöytä és taula i pöydällä vol dir a la taula

- Adverbial: És un cas gramatical que hom troba en labkhaz i el georgià, amb funció similar a la del cas translatiu i la del cas essiu que s'observen en les llengües ugrofineses. El terme és sovint emprat per referir-se al cas ablatiu en altres llengües.

- - Exemple:

- -     - Georgià: :Pianinoze kargad ukravs ("Toca bé el piano"). En aquest cas, el sufix adverbial és -ad.

- Al·latiu: El seu nom prové del llatí allāt-, afferre ("portar a") És un tipus de cas locatiu emprat en diverses llengües, com per exemple el basc o el finès. S'utilitza per expressar el moviment cap a un lloc o cap a una persona.

- - Exemple:

- -     - Basc: Bilbo (Bilbao) i Bilbo-ra (a Bilbao)
    - Finès: kirkko (església) i kirko-lle (a l'església)

- Benefactiu: és un cas gramatical emprat per indicar per a qui o en benefici de qui es duu a terme l'acció (ex: vaig fer-ho per ella).

- - Exemple:

- -     - Basc: liburu-a lagun-entza-ko da (literalment "Llibre-el Amic-Benefactiu-Relacional és"), és a dir "El llibre és per a un amic".

- Comitatiu: També conegut com a cas associatiu. És un cas gramatical que denota companyia i que seria l'equivalent a dir en català "en companyia de", "juntament amb" i d'altres combinacions. En estonià, el cas comitatiu en singular es forma afegint el sufix '-ga' al cas genitiu:

- - Exemple:

- -     -       - Estonià: koer (nominatiu: gos) → koera (genitiu: de gos) → koeraga (comitatiu: amb un gos)

- Instrumental: És emprat per indicar que un nom és l'instrument amb el qual el subjecte duu a terme l'acció. El nom pot ser tant un objecte físic com un concepte abstracte. En català s'expressa mitjançant un sintagma adverbial o una preposició, entre altres possibilitats. En rus, idioma que utilitza bastant aquest tipus de cas, s'expressa amb l'addició al radical del mot del sufix -ом (per a la major part de mots masculins i neutres), -oй (per a la major part dels mots femenins) o -ами (plural).

- - Exemple:

- -     - Rus: человек - txelovek, "home" человек-ом - txelovekom "mitjançant (l') home"[18]

- Instrumental comitatiu: És un cas gramatical que en hongarès conté el cas instrumental i el cas comitatiu al mateix temps.

- - Exemple:

- -     - Hongarès: Nem szeretek Karcsival táncolni ("No m'agrada ballar amb el Carles").

- Intransitiu: És emprat en algunes llengües per marcar el subjecte d'un verb intransitiu, però mai el d'un verb transitiu. Se sol trobar en llengües ergativo-acusatives.

- Prosecutiu: Es troba en tundra nenets[19] i en protobasc. És una variant del cas prolatiu i s'utilitza per descriure un moviment utilitzant una superfície o camí (ex: en el camí que portava a casa)

- Sociatiu: En hongarès pot expressar la persona en companyia de la qual es duu a terme l'acció. També pot expressar qualsevol pertinença d'una persona que participi en l'acció (juntament amb el propietari). Aquest cas és obsolet i avui en dia és sovint emprat en lloc d'aquest el cas instrumental comitatiu.

- - Exemple:

- -     - Hongarès: Ruhástól ugrott a medencébe ("Va saltar a la piscina completament vestit", és a dir "amb tota la roba al damunt")

- Sublatiu: Pot expressar diferents situacions:

- - En hongarès, expressa el lloc sobre el qual es va (ex. asseure's a terra). Correspon al sufix -ra/re
  - En tsez i altres llengües caucàsiques del nord-est denota un moviment cap a sota d'un objecte.

- Datiu: s'associa amb l'objecte indirecte, és a dir, amb el beneficiari de l'acció d'un verb. L'etimologia del nom ve del llatí do, das, dare, dedi, datum, és a dir: "donar".

- - Exemple:

- -     - Alemany:Ich gebe meinem Sohn einen Hund ("Dono un gos al meu fill")[20]
    - Llatí: Magister dat praemium discipulo bono ("El mestre dona un premi al bon alumne").

- Elatiu: És un cas locatiu que significa «fora de». El seu nom prové del llatí efferre ("portar o treure")

- - Exemple: L'expressió «Fora de casa» es diu així en les següents llengües:

- -     - Finès: «talosta» (talo: casa)
    - Estonià: «majast» (maja: casa)
    - Hongarès: «házból» (haz: casa)

- Ergatiu: És un cas gramatical que s'empra en llengües ergativo-absolutives (EA) per a marcar el subjecte d'un verb transitiu. En aquestes llengües, el subjecte del verb intransitiu i l'objecte d'un verb transitiu normal, solen ser marcats, en canvi, amb el cas absolutiu.[21] En el cas del basc, ve marcat per l'addició del sufix -k o -ek (aquest últim per a paraules acabades en consonant) al radical del mot.

- - Exemple:

- -     - Ramonek hartu du: ho ha agafat en Ramon.

- Genitiu: Indica una relació, principalment de possessió, entre el substantiu en genitiu i un altre substantiu

- - Exemple:

- -     - Alemany: Claudias Buch
    - Anglès: Claudia's book (El llibre de la Clàudia)[22]
    - Llatí: Pater patriae ("Pare de la pàtria").

- Inessiu: és un cas gramatical locatiu. Indica el lloc on succeeix l'acció o el procés expressat pel verb.

- - Exemple: "casa" - "a la casa"

- -     - Finès: talo - talossa
    - Basc: etxea - etxean

- Locatiu: Es correspon, amb certes reserves, amb les expressions preposicionals «a» o «al costat de», i indica la localització final d'una acció o del moment de l'acció.

- - Exemple:

- -     - Polonès: w dobrej szafie ("en bon armari")

- Nominatiu: És un cas gramatical per als noms. Marca generalment el subjecte d'un verb o el seu atribut.

- - Exemple: El noi el va veure

- Vocatiu: És el cas usat per als substantius que identifiquen la persona (o animal o cosa) a qui el parlant s'està adreçant i a cops per als determinants del dit substantiu.

- - Exemple:

- -     - Llatí: lup-e (llop)

### Gramàtiques de llengües concretes
- Anglès
- Basc
- Castellà
- Català
- Esperanto
- Francès
- Grec modern
- Islandès
- Lituà
- Llatí
- Neerlandès
- Polonès
- Rus
- Suec